# Mistrzostwa Rumunii w szachach
Mistrzostwa Rumunii w szachach – rozgrywki szachowe organizowane od roku 1926 (wśród kobiet od roku 1936), mające na celu wyłonienie najlepszych szachistów w Rumunii. W dotychczasowej historii najwięcej tytułów mistrzowskich zdobył Florin Gheorghiu (9).

## Lista medalistów
| Rok  | Mężczyźni                                                                         | Kobiety                                                                   |
| ---- | --------------------------------------------------------------------------------- | ------------------------------------------------------------------------- |
| 1926 | 1. Alexandru Tyroler 2. Zeno Proca 3. János Balogh                                |                                                                           |
| 1927 | 1. Alexandru Tyroler 2. Miklós Bródy 3. Zeno Proca                                |                                                                           |
| 1929 | 1. Alexandru Tyroler 2. János Balogh 3. Ion Gudju                                 |                                                                           |
| 1930 | 1. János Balogh 2. Ștefan Erdélyi 3. Alexandru Tyroler                            |                                                                           |
| 1931 | 1. Ștefan Erdélyi 2. János Balogh 3. Alexandru Tyroler                            |                                                                           |
| 1934 | 1. Ștefan Erdélyi 2. Alexandru Tyroler 3. János Balogh                            |                                                                           |
| 1935 | 1. Heinrich Silbermann 2. Miklós Bródy 3. Ștefan Erdélyi                          |                                                                           |
| 1936 | 1. Ivan Halic 2. Gheorghe Alexandrescu 3. G.Cabiaglia                             | 1. Rodica Manolescu                                                       |
| 1943 | 1. Petre Seimeanu 2. Gheorghe Alexandrescu 3. Octavio Troianescu                  |                                                                           |
| 1946 | 1. Octavio Troianescu 2. H.Kapuscinski 3. Veniamin Urseanu                        |                                                                           |
| 1947 | 1. Traian Ichim 2. A.Braunstein 3. Toma Popa                                      |                                                                           |
| 1948 | 1. Toma Popa 2. Ștefan Erdélyi 3. Octavio Troianescu                              |                                                                           |
| 1949 | 1. Ștefan Erdélyi 2. Stefan Szabo 3. Petre Seimeanu                               | 1. Lidia Habermann-Giuroiu                                                |
| 1950 | 1. Ion Bǎlǎnel 2. Gheorghe Alexandrescu 3. Tudor Flondor                          | 1. Iolanda Szathmary                                                      |
| 1951 | 1. Tudor Flondor Gheorghe Alexandrescu 2. Ion Bǎlǎnel                             | 1. Maria Albuleț                                                          |
| 1952 | 1. Victor Ciocâltea 2. Octavio Troianescu 3. Emanoil Reicher                      | 1. Elena Graboviețchi                                                     |
| 1953 | 1. Ion Bǎlǎnel 2. Paul Voiculescu 3. Octavio Troianescu                           | 1. Lidia Giuroiu                                                          |
| 1954 | 1. Octavio Troianescu 2. E.Costea 3. Ion Bǎlǎnel                                  | 1. Lidia Giuroiu                                                          |
| 1955 | 1. Ion Bǎlǎnel 2. Victor Ciocâltea 3. Alexander Gunsberger                        | 1. Maria Albuleț                                                          |
| 1956 | 1. Octavio Troianescu 2. Gheorghe Mititelu 3. Veniamin Urseanu                    | 1. Maria Albuleț                                                          |
| 1957 | 1. Octavio Troianescu 2. Alexander Gunsberger 3. Iuliu Szabo                      | 1. Rodica Manolescu                                                       |
| 1958 | 1. Ion Bǎlǎnel 2. Gheorghe Alexandrescu 3. Emanoil Reicher                        | 1. Lidia Giuroiu                                                          |
| 1959 | 1. Victor Ciocâltea 2. Gheorghe Mititelu 3. Theodor Ghițescu                      | 1. Margareta Teodorescu                                                   |
| 1960 | 1. Florin Gheorghiu 2. Victor Ciocâltea 3. Iuliu Szabo                            | 1. Alexandra Nicolau                                                      |
| 1961 | 1. Victor Ciocâltea 2. Theodor Ghițescu 3. Florin Gheorghiu                       | 1. Alexandra Nicolau                                                      |
| 1962 | 1. Florin Gheorghiu 2. Alexander Gunsberger 3. Mircea Pavlov                      | 1. Margareta Perevoznic                                                   |
| 1963 | 1. Theodor Ghițescu 2. Victor Ciocâltea 3. Traian Stanciu                         | 1. Alexandra Nicolau                                                      |
| 1964 | 1. Florin Gheorghiu 2. Șerban-Constantin Neamțu 3. Bela Soos                      | 1. Alexandra Nicolau                                                      |
| 1965 | 1. Florin Gheorghiu 2. Victor Ciocâltea 3. Carol Partoș                           | 1. Alexandra Nicolau                                                      |
| 1966 | 1. Florin Gheorghiu 2. Carol Partoș 3. Dolfi Drimer                               | 1. Elisabeta Polihroniade                                                 |
| 1967 | 1. Florin Gheorghiu 2. Victor Ciocâltea 3. Adrian Buzǎ                            | 1. Gertruda Baumstark                                                     |
| 1968 | 1. Octavio Troianescu 2. Emil Ungureanu 3. Adrian Buzǎ                            | 1. Margareta Teodorescu                                                   |
| 1969 | 1. Victor Ciocâltea 2. Iuliu Szabo 3. Florin Gheorghiu                            | 1. Margareta Teodorescu                                                   |
| 1970 | 1. Victor Ciocâltea 2. Florin Gheorghiu 3. Mihail-Viorel Ghindǎ                   | 1. Elisabeta Polihroniade                                                 |
| 1971 | 1. Victor Ciocâltea 2. Emil Ungureanu 3. Theodor Ghițescu                         | 1. Elisabeta Polihroniade                                                 |
| 1972 | 1. Carol Partoș 2. Theodor Ghițescu 3. Victor Ciocâltea                           | 1. Elisabeta Polihroniade                                                 |
| 1973 | 1. Florin Gheorghiu 2. Victor Ciocâltea 3. Mihai Șubă                             | 1. Alexandra Nicolau                                                      |
| 1974 | 1. Aurel Urzicǎ 2. Gheorghe Mititelu 3. Volodea Vaisman                           | 1. Margareta Teodorescu                                                   |
| 1975 | 1. Victor Ciocâltea 2. Theodor Ghițescu 3. Emil Ungureanu                         | 1. Elisabeta Polihroniade                                                 |
| 1976 | 1. Mihail-Viorel Ghindǎ 2. Florin Gheorghiu 3. Victor Ciocâltea                   | 1. Elisabeta Polihroniade                                                 |
| 1977 | 1. Florin Gheorghiu 2. Theodor Ghițescu 3. Mihail-Viorel Ghindǎ                   | 1. Elisabeta Polihroniade                                                 |
| 1978 | 1. Mihail-Viorel Ghindǎ 2. Volodea Vaisman 3. Sergiu-Henric Grunberg              | 1. Daniela Nuțu                                                           |
| 1979 | 1. Victor Ciocâltea 2. Valentin Stoica 3. Constantin Ionescu                      | 1. Daniela Nuțu                                                           |
| 1980 | 1. Mihai Șubă 2. Mihail-Viorel Ghindǎ 3. Mircea Pavlov                            | 1. Daniela Nuțu                                                           |
| 1981 | 1. Mihai Șubă 2. Victor Ciocâltea 3. Florin Gheorghiu                             | 1. Gertruda Baumstark                                                     |
| 1982 | 1. Ovidiu-Doru Foișor 2. Constantin Ionescu 3. Florin Gheorghiu                   | 1. Eugenia Ghindǎ                                                         |
| 1983 | 1. Mihail-Viorel Ghindǎ 2. Valentin Stoica 3. Florin Gheorghiu                    | 1. Margareta Mureșan                                                      |
| 1984 | 1. Sergiu-Henric Grunberg 2. Constantin Ionescu 3. Mircea Pavlov                  | 1. Marina Pogorevici                                                      |
| 1985 | 1. Mihai Șubă 2. Ovidiu-Doru Foișor 3. Mihail-Viorel Ghindǎ                       | 1. Margareta Mureșan                                                      |
| 1986 | 1. Adrian Negulescu 2. Mihail Marin 3. Parik Ștefanov                             | 1. Ligia Jicman                                                           |
| 1987 | 1. Florin Gheorghiu 2. Parik Ștefanov 3. Ovidiu-Doru Foișor                       | 1. Margareta Mureșan                                                      |
| 1988 | 1. Mihail Marin 2. Adrian Negulescu 3. Bela Takacs                                | 1. Gabriela Olărașu                                                       |
| 1989 | 1. Mihail-Viorel Ghindǎ 2. Constantin Ionescu 3. Daniel Moldovan                  | 1. Gabriela Olărașu Cristina-Adela Foișor                                 |
| 1990 | 1. Ioan Biriescu 2. Constantin Ionescu 3. Andrei Istrățescu                       | 1. Mariana Ionița                                                         |
| 1991 | 1. Dragoș-Nicolae Dumitrache 2. Romeo-Sorin Milu 3. Decebal Vlad                  | 1. Corina-Isabela Peptan                                                  |
| 1992 | 1. Andrei Istrățescu 2. Ioan Cosma 3. Constantin Ionescu                          | 1. Elena-Luminița Cosma                                                   |
| 1993 | 1. Liviu-Dieter Nisipeanu 2. Parik Ștefanov 3. George-Gabriel Grigore             | 1. Gabriela Olărașu                                                       |
| 1994 | 1. Mihail Marin 2. Andrei Istrățescu 3. Dragoș-Nicolae Dumitrache                 | 1. Corina-Isabela Peptan                                                  |
| 1995 | 1. Romeo-Sorin Milu 2. Daniel Moldovan 3. Aurel Urzicǎ                            | 1. Corina-Isabela Peptan                                                  |
| 1996 | 1. Liviu-Dieter Nisipeanu 2. Andrei Istrățescu 3. Mihail Marin                    | 1. Gabriela Olărașu                                                       |
| 1997 | 1. Bela Badea 2. Liviu-Dieter Nisipeanu 3. George-Gabriel Grigore                 | 1. Corina-Isabela Peptan                                                  |
| 1998 | 1. Bela Badea 2. Levente Vajda 3. Władysław Niewiedniczy                          | 1. Cristina-Adela Foișor Ligia Jicman                                     |
| 1999 | 1. Constantin Ionescu Mihail Marin 2. Andrei Istrățescu                           | 1. Gabriela Olărașu                                                       |
| 2000 | 1. Iulian Sofronie 2. Ioan Cosma 3. Constantin Ionescu                            | 1. Corina-Isabela Peptan                                                  |
| 2001 | 1. Mircea-Emilian Pârligras 2. Boris Itkis 3. Władysław Niewiedniczy              | 1. Iulia-Ionela Ionicǎ                                                    |
| 2002 | 1. Liviu-Dieter Nisipeanu 2. Levente Vajda 3. Władysław Niewiedniczy              | 1. Irina Ionescu                                                          |
| 2003 | 1. Mihai-Lucian Grunberg 2. Catalin Navrotescu 3. Levente Vajda                   | 1. Gabriela Olărașu                                                       |
| 2004 | 1. Alin Berescu 2. Levente Vajda 3. Władysław Niewiedniczy                        | 1. Corina-Isabela Peptan                                                  |
| 2005 | 1. Alin Berescu 2. Daniel Moldovan 3. Bela Badea                                  | 1. Angela Dragomirescu 2. Ioana-Smaranda Pădurariu 3. Teodora Trăistaru   |
| 2006 | 1. Vlad-Cristian Jianu 2. Ciprian-Costică Nanu 3. Marius Manolache                | 1. Ioana-Smaranda Pădurariu 2. Irina-Luiza Marin 3. Iulia-Ionela Ionicǎ   |
| 2007 | 1. Constantin Lupulescu 2. George-Gabriel Grigore 3. Alin Berescu                 | 1. Corina-Isabela Peptan 2. Iulia-Ionela Ionicǎ 3. Alina Moțoc            |
| 2008 | 1. Władysław Niewiedniczy 2. Gergely-Andras-Gyula Szabo 3. Constantin Lupulescu   | 1. Corina-Isabela Peptan 2. Iozefina Păuleț 3. Anca-Otilia Ionescu-Baciu  |
| 2009 | 1. Eduard-Andrei Valeanu 2. Ciprian-Costică Nanu 3. Constantin Lupulescu          | 1. Corina-Isabela Peptan 2. Anca-Otilia Ionescu-Baciu 3. Iozefina Păuleț  |
| 2010 | 1. Constantin Lupulescu 2. Władysław Niewiedniczy 3. Robin-Alexandru Dragomirescu | 1. Elena-Luminița Cosma 2. Iozefina Păuleț 3. Cristina-Adela Foișor       |
| 2011 | 1. Constantin Lupulescu 2. Lucian-Costin Miron 3. Mircea-Emilian Pârligras        | 1. Cristina-Adela Foișor 2. Irina Bulmaga 3. Corina-Isabela Peptan        |
| 2012 | 1. Władysław Niewiedniczy 2. Levente Vajda 3. Marius Manolache                    | 1. Cristina-Adela Foișor 2. Elena-Luminița Cosma 3. Corina-Isabela Peptan |
| 2013 | 1. Constantin Lupulescu 2. Lucian-Costin Miron 3. Mircea-Emilian Pârligras        | 1. Cristina-Adela Foișor 2. Corina-Isabela Peptan 3. Mihaela Sandu        |
| 2014 | 1. Vlad-Victor Barnaure 2. Mircea-Emilian Pârligras 3. Teodor Anton               | 1. Corina-Isabela Peptan 2. Mihaela Sandu 3. Elena-Luminița Cosma         |
| 2015 | 1. Constantin Lupulescu                                                           | 1. Corina Peptan                                                          |
| 2016 | 1. Mircea Pârligras                                                               | 1. Elena-Luminita Cosma                                                   |
| 2017 | 1. Andrei Istrăţescu                                                              | 1. Corina Peptan                                                          |
| 2018 | 1. Tiberiu Georgescu                                                              | 1. Irina Bulmaga                                                          |
| 2019 | 1. Lucian-Costin Miron                                                            | 1. Corina Peptan                                                          |
| 2021 | 1. Bogdan-Daniel Deac                                                             | 1. Alessia-Mihaela Ciolacu                                                |
| 2022 | 1. Mircea Pârligras                                                               | 1. Alessia-Mihaela Ciolacu                                                |
| 2023 | 1. Kiril Shevchenko                                                               | 1. Minura-Daria Lemaci                                                    |
| 2024 | 1. Mircea Pârligras                                                               | 1. Miruna-Daria Lemaci                                                    |

## Mistrzowie szachów korespondencyjnych
1. Aurel Anton (1962-1963)
2. Sorin Firu (1963-1964)
3. Gheorghe Rotariu (1964-1965)
4. Mihai Suta (1965-1966)
5. Volodea Vaisman (1966-1967)
6. Valer Demian (1967-1968)
7. Volodea Vaisman (1968-1969)
8. Mihail Breazu (1969-1970)
9. Vasile Georgescu (1970-1971)
10. Mihail Breazu (1971-1972)
11. Vasile Georgescu (1972-1973)
12. Vasile Georgescu (1973-1974)
13. Carol Prohaska (1975-1976)
14. Nicolae Ene (1976-1977)
15. Nicolae Ene (1977-1978)
16. Elemer Hosszu (1978-1980)
17. Pamfil Nichitelea (1980-1982)
18. Calin Constantinescu (1981-1982)
19. Adrian Olteanu (1982-1984)
20. Zamfir Leca (1983-1985)
21. Pamfil Ionescu (1985-1986)
22. Eugen Popescu Savoiu (1987-1988)
23. Dan Ivanciu (1988-1990)
24. Corneliu Miron (1989-1991)
25. Corneliu Miron (1991-1993)
26. Constantin Cusmir (1992-1994)
27. Severian Berbece (1993-1995)
28. Florea Hrituc (1994-1996)
29. Luliu Follert (1995-1997)
30. Dan Grosu (1996-1998)
31. Octavian Moise (1997-1999)
32. Aurelian Curin (1998-2000)
33. Constantin Dumitrascu (1999-2000)
34. Cristian Mayer (1999-2001)
35. Constantin Vasile (2000-2001)
36. Virgil Florescu (2001-2002)
37. Viorel Craciuneanu (2002-2003)
38. Constantin Enescu (2003-2005)
39. Constantin Enescu (2004-2006)[6]
40. Marius Zarnescu (2005-2007)[7]
41. Marius Zarnescu (2007-2009)[8]
42. Tiberiu Aninis (2008-2010)[9]
43. Cristian-Ion Epure (2009-2011)[10]
44. Viorel Calugaru, Cristian Campian (2005-2007)[11]
45. Ioan Calin Chiru (2006-2008)[12]
46. Ioan Calin Chiru (2008-2010)[13]
47. Liviu Neagu (2008-2010)[14]
48. Cristian-Ion Epure (2009-2011)[15]
49. Liviu Neagu (2010-2012)[16]
50. Cristian-Ion Epure (2011-2013)[17]
51. Adrian Pantazi (2012-2014)[18]
52. Florin Becsenescu (2013-2015)[19]
53. Liviu Neagu (2014-2016)[20]
54. Adrian Pantazi (2015-2017)[21]
55. Iulian Taras (2016-2018)[22]
56. Constantin Enescu, Dorin Bobarnac (2018-2020)[23]
57. Partenie Mihai (2019-2021)[24]
58. Christian-Ion Epure (2020-2022)[25]
59. Cristian Campian (2021-2023)[26]
60. Cristian Campian (2021-2023)[27]
61. Cornel Matei (2022-2023)[28]
62. Liviu Neagu (2023-2024)[29]